# Polska Ludowa. Materiały i Studia
Polska Ludowa. Materiały i Studia – rocznik historyczny ukazujący się w latach 1962-1968 w Warszawie. Wydawcą był Instytut Historii PAN. Przewodniczącym komitetu redakcyjnego był Stanisław Arnold. W roczniku publikowane były: artykuły naukowe, recenzje, materiały dotyczące dziejów Polski Ludowej.